# Мечеть Ільяс-бей
Мече́ть Ілья́с-бей (тур. İlyas Bey Cami) — наймолодша історична ісламська споруда міста Мілет (провінція Айдин, Туреччина). Мечеть побудована в 1403 році за наказом Ільяса-Бея (1402—1421), останнього правителя турецького бейліка Ментеше́, на честь повернення його дружини із полону хана Тамерлана. Вважається найкрасивішим сельджуцьким храмом на узбережжі Егейського моря.

## Архітектура
Мечеть являє собою комплекс споруд із медресе та хамама, які побудовані в широкому саду та мають спільний двір. Мармурові блоки, які використовувались при будівництві, брались з руїн Мілета. Це квадратна в плані споруда, що вирізняється різноманітністю архітектурних форм, а також вишуканим декором, великою кількістю скульптурних рельєфів. Молитовний зал увінчує купол 14 метрів у діаметрі, зроблений з цегли і покритий черепицею. Купол лежить на восьмикутній основі.  Особливої уваги заслуговує ніша для молитов (міхраб).
У 1955 році після землетрусу цегляний мінарет був зруйнований.
Мечеть вводиться через іванський порт у середині північної стіни. Івана ділиться на аркаду з трьох плоских вершин — арок, за допомогою двох колон. Найширша центральна арка служить входом, а дві сторони арки містять мармурові балюстради і служать вікнами. Портал міхраба та портал кожного вікна прикрашені квітковими і геометричними мотивами та написами, які виготовлені як інкрустація, як різьблення. Інкрустація включає кольоровий камінь та плитку.
Медресе, яку розділяє з мечеттю внутрішній дворик, побудована з грубого каменю.
Поряд з комплексом знайдені дві громадські лазні або хамами, турецькі лазні, побудовані відразу ж після того, як Ільяс-Бей повернувся на престол в 1402 році.
Великий хамам (тур. Büyük Hammam), а також кімната для роздягання, були знайдені під час розкопок у 1991 році. Після землетрусу комплекс був дещо відновлений. У 2007—2011 рр. пройшла  масштабна реконструкція.
Комплекс «Ільяс-бей» у 2012 році нагороджений Europa Nostra, у цілях збереження культурної спадщини.

## Галерея

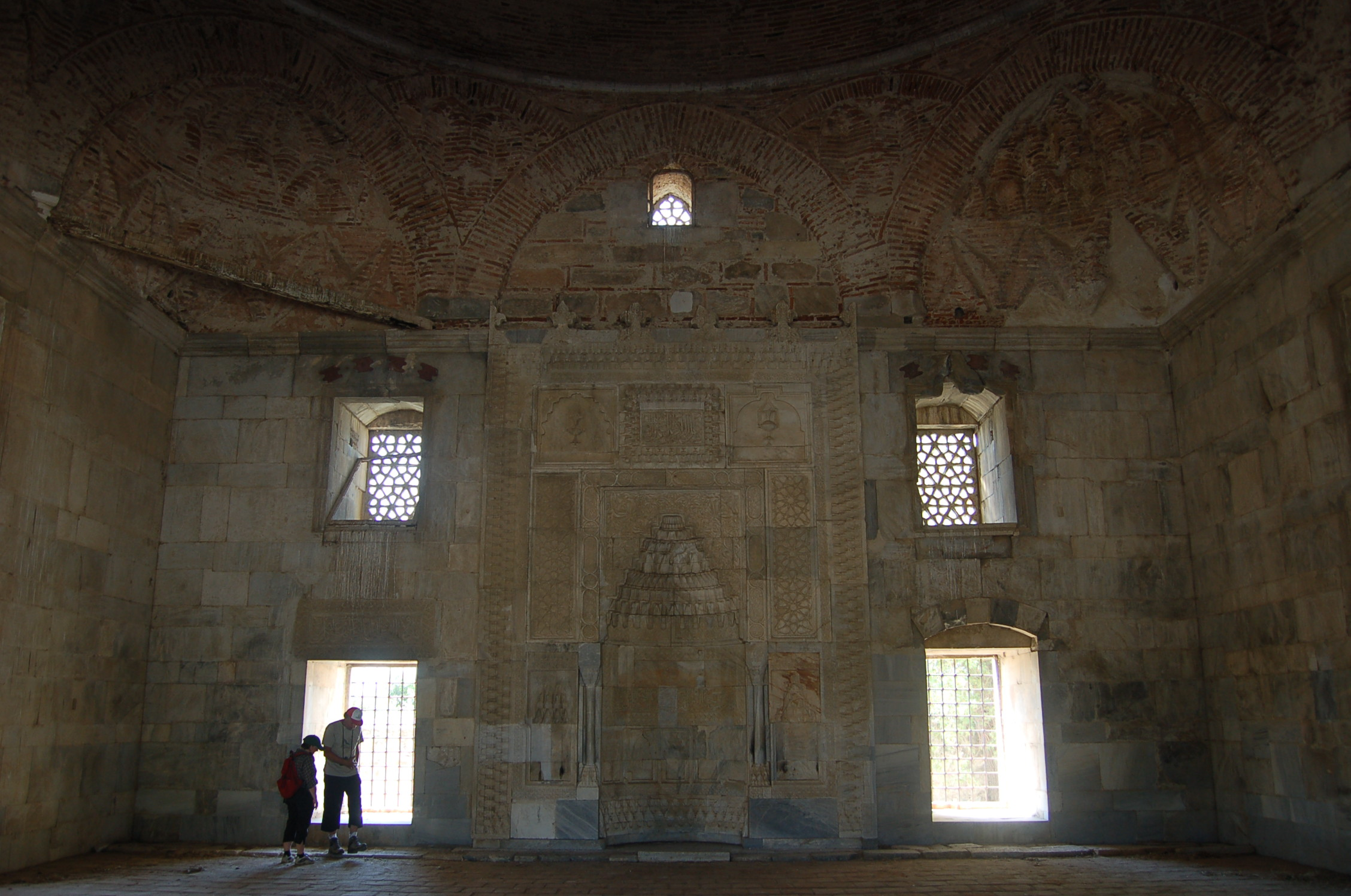
Інтер'єр мечеті
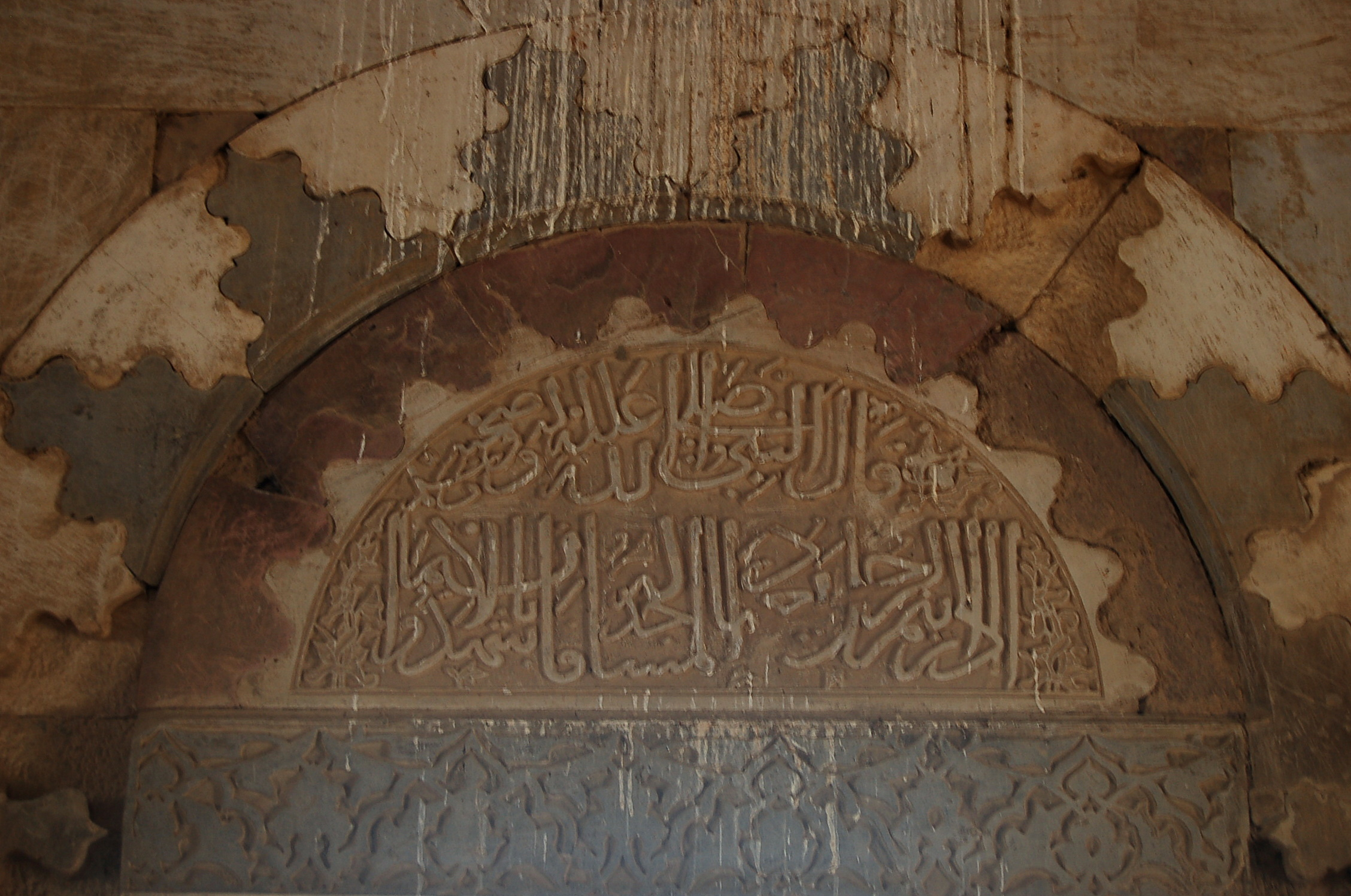
Надпис
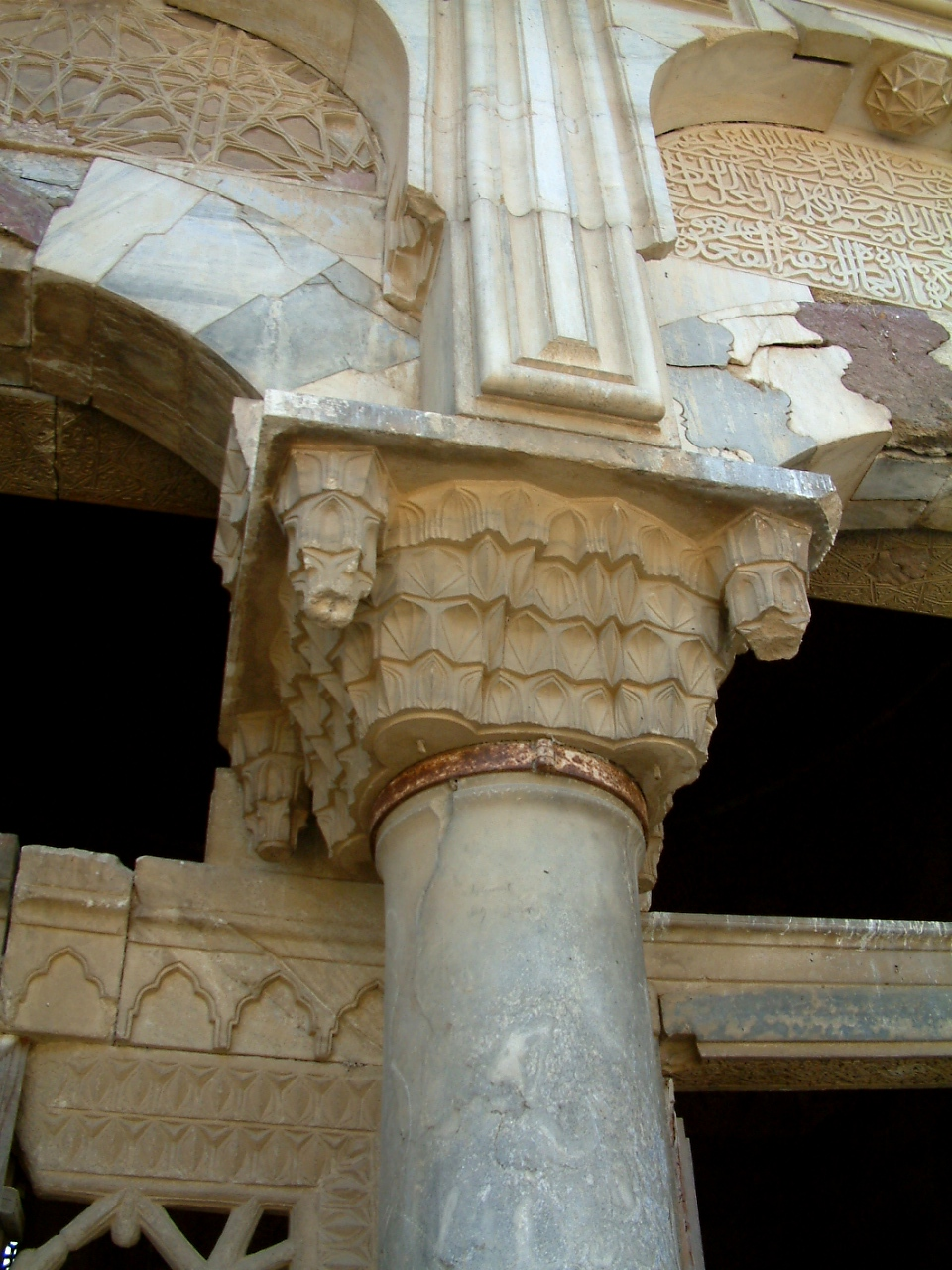
Колони
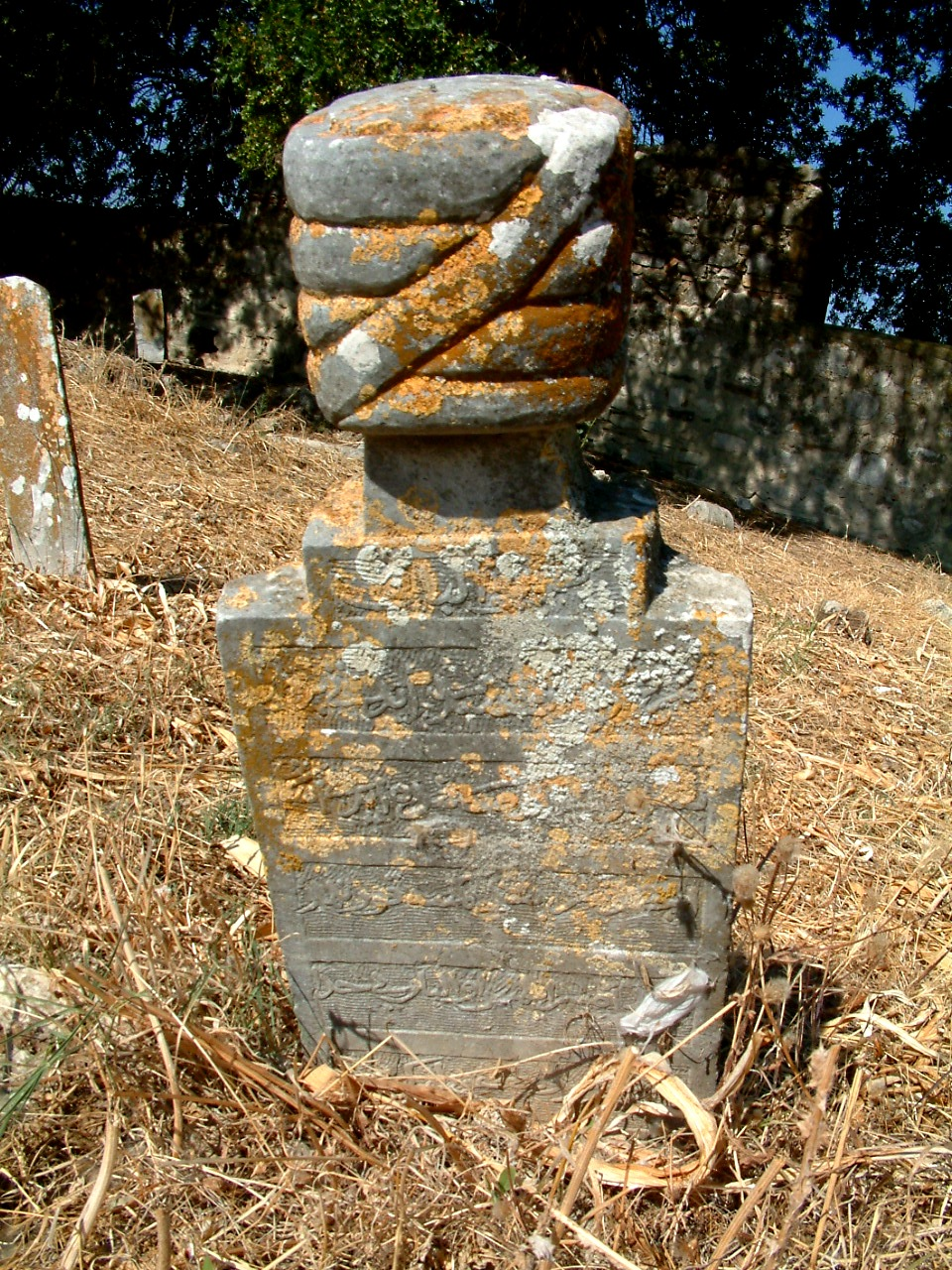
Надгробок
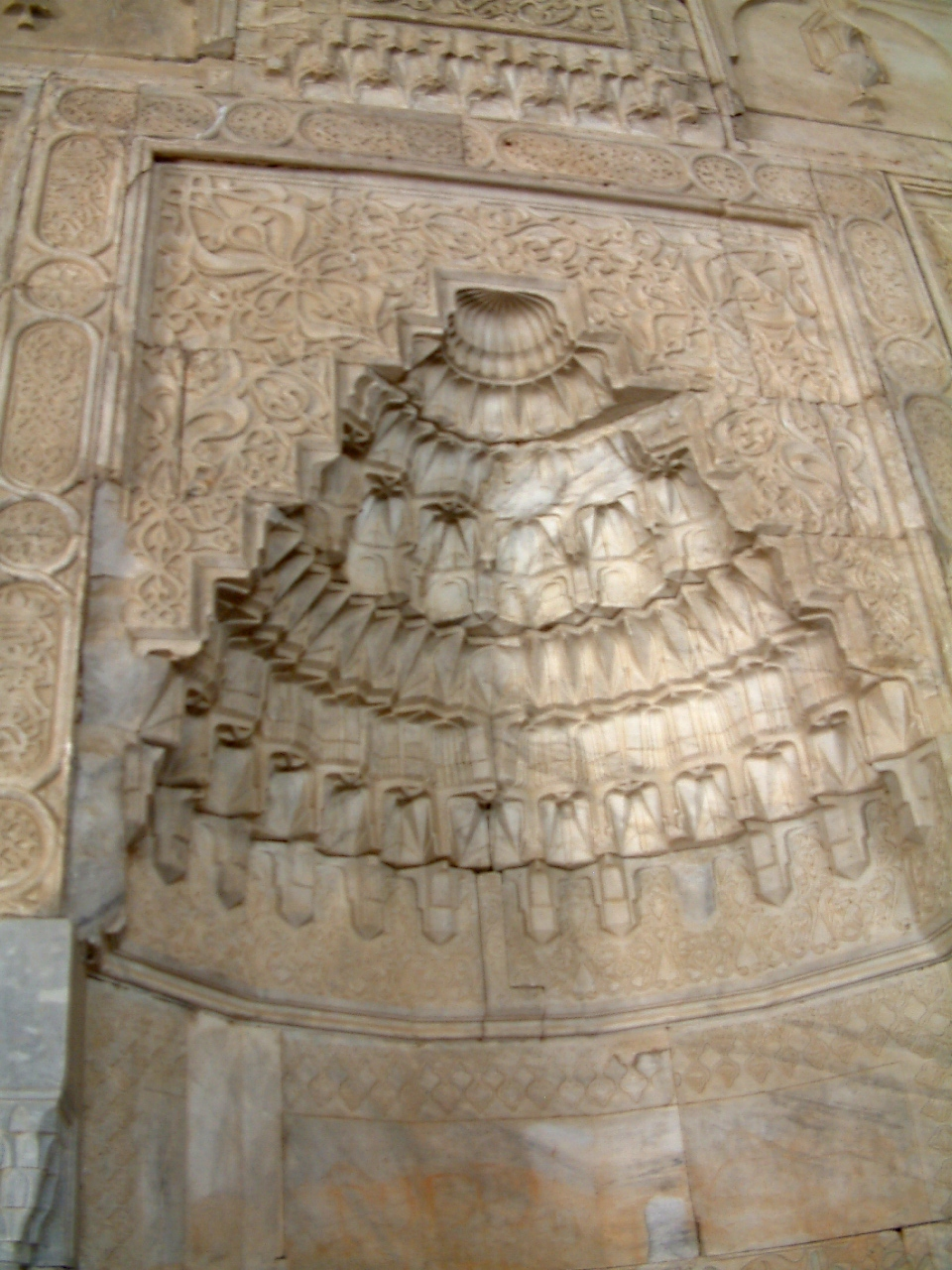
Міхраб